# Lokomotyv Kharkiv
O Lokomotyv Kharkiv (em ucraniano:  Локомотив Харків) é um clube de voleibol masculino ucraniano fundado em 1973, na cidade de Carcóvia, na oblast homônima de Carcóvia.

## Histórico
Em 1973, foi tomada a decisão de criar uma única equipe em Carcóvia sob o patrocínio da Southern Railway. Um papel importante nisso foi desempenhado pelo chefe da Southern Railway, posteriormente Ministro das Comunicações da URSS, M. S. Konarev, e pelo chefe do Conselho de Estradas E. S. Marchenko.
A nova equipa incluía os jogadores mais fortes do antigo "Burevisnyk", que durante algum tempo deixou a divisão dos mais fortes e passou a ocupar os últimos lugares na primeira divisão do campeonato. Jogadores do DSK-1 também foram convidados para o Lokomotyv, incluindo Serhiy Ermakov e seu amigo Leonid Likhno. A tarefa da equipe recém-formada era sair da primeira liga e passar para uma superior. E já na segunda temporada, o objetivo foi alcançado, enquanto que na temporada 1977–78, a equipe comandada pelo técnico Leonid Likhno, conquistou o terceiro lugar no Campeonato da URSS.
Em 1991, após a dissolução da União Soviética, a equipe se inscreveu no recém-criado campeonato ucraniano, a Superliga Ucraniana. Após um segundo lugar na estreia, em sua terceira participação sagrou-se campeão da Ucrânia pela primeira vez em sua história, na temporada 1993–94. Em 1996 chega o segundo sucesso, enquanto que de 2001 a 2005 conquista 5 títulos consecutivos, sendo o período de maior sucesso em sua história até então.

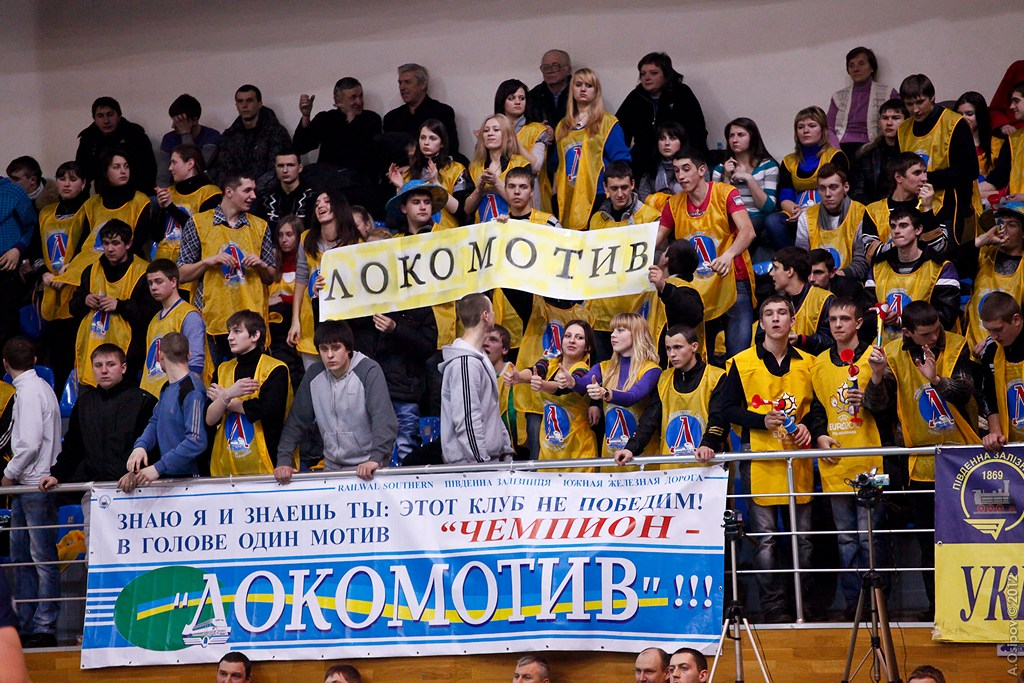
Torcida do Lokomotyv Kharkiv.

No mesmo período, o clube obteve 3 vitórias na Copa da Ucrânia (2002, 2003 e 2005) e sobretudo o título na Taça dos Clubes de Topo (em inglês:  Top Teams Cup) – atual Taça CEV – na temporada 2002–03, obtida ao vencer a equipa romena do Deltacons Tulcea por 3–1 na final única.
O sucesso na Top Teams Cup permitiu aos ferroviários disputar a Liga dos Campeões na temporada 2004–05. Sob a orientação de um novo treinador, Yuri Anatolyevich Kravtsov, o Lokomotyv não conseguiu se classificar para os playoffs, terminando em último no grupo. Apesar disso, a Confederação Europeia de Voleibol (CEV) deixou o clube de Carcóvia na Liga para o próximo ano, mas sua liderança foi forçada a retirar o pedido devido ao fato de o Ministério dos Transportes e Comunicações da Ucrânia proibir a Ukrainian Railway (sociedade anônima estatal de transporte ferroviário público) de fornecer assistência financeira a qualquer organização.

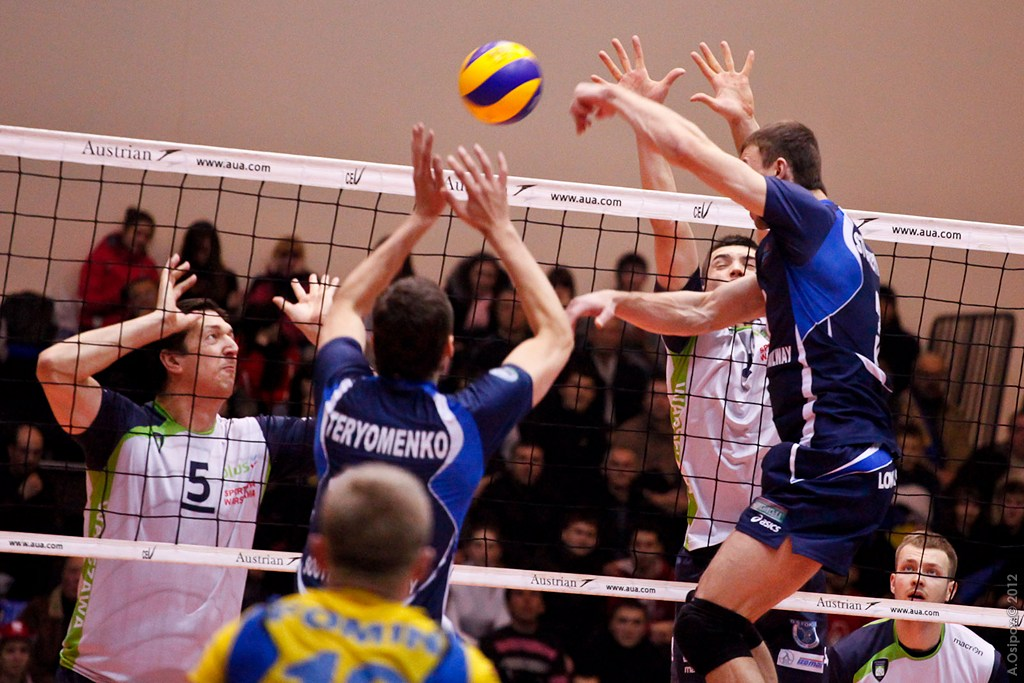
Quartas de final da Taça Challenge de 2011–12 contra o AZS Politechnika Warszawska.

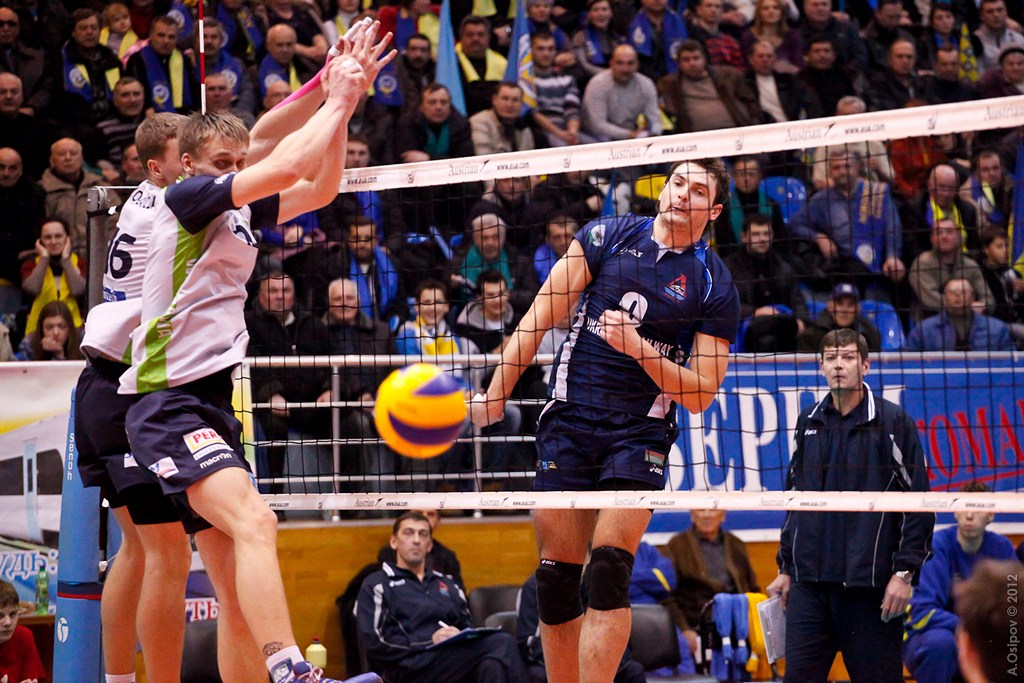
Quartas de final da Taça Challenge de 2011–12 contra o AZS Politechnika Warszawska.

Em 2011, a equipe deixou a Superliga Ucraniana e foi incluída na reformada Superliga Russa, por onde atuou de 2011 a 2014. Durante sua terceira temporada na liga russa, em 3 de março de 2014, as autoridades do clube decidiram retirar o time da competição devido à situação política na Ucrânia.

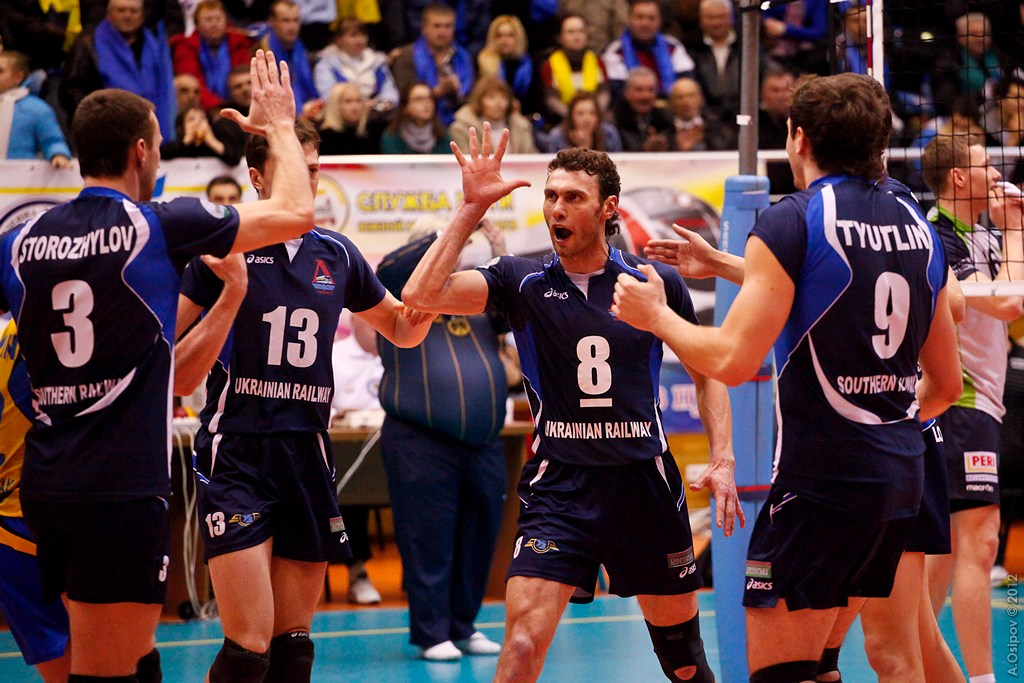
Jogadores do Lokomotyv Kharkiv na temporada 2011–12.

No verão de 2018, após o interrompimento do apoio por seus fundadores PJSC "Ukrzaliznytsya" e a filial regional "Southern Railway", a equipe enfrentou problemas financeiros ainda mais agravados. Consequentemente, o Lokomotyv recusou-se a participar tanto nas competições europeias como na Superliga Ucraniana. Na temporada 2018–19, o famoso clube foi representado apenas na segunda divisão pela equipe nº 1 do Lokomotyv-KHDVUFK. Sob a liderança de Anatoly Yanushchik, o time, que era composto por veteranos (Nikolay Pasazhin, Ruslan Pasichnyuk, Sergey Tyutlin, Denis Mikhno, Vadim Rud) e jogadores muito jovens, conquistou o 2.º lugar na fase principal, em seguida, em uma série de partidas pelo direito de jogar na Superliga, o direito foi concedido ao time do Sumy ShVSM-SumDU, entretanto, a equipe foi novamente aceita na divisão mais forte. Na temporada 2019–20, a equipe tem o nome oficial de "Lokomotyv - Kharkiv Oblast National Team No. 1". Na Superliga do Campeonato Ucraniano de 2020–21, os ferroviários não conseguiram vencer nenhuma das 24 partidas disputadas e enfrentaram mais um rebaixamento.

## Títulos

### Continentais
Taça CEV
- Campeão: 2003–04
- Vice-campeão: 2002–03

### Nacionais
Campeonato Ucraniano
- Campeão: 1993–94, 1995–96, 2000–01, 2001–02, 2002–03, 2003–04, 2004–05, 2006–07, 2008–09, 2009–10, 2010–11, 2011–12, 2012–13, 2013–14, 2014–15, 2015–16, 2016–17
- Vice-campeão: 1991–92, 1994–95,  2007–08, 2017–18

 Copa da Ucrânia
- Campeão: 2001–02, 2002–03, 2004–05, 2006–07, 2007–08, 2008–09, 2009–10, 2010–11, 2011–12, 2012–13, 2013–14, 2014–15, 2015–16
- Vice-campeão: 1992–93, 1996–97, 1999–00, 2003–04, 2016–17, 2017–18

 Supercopa Ucraniana
- Campeão: 2017